# Robin McAuley
Robin McAuley (ur. 20 stycznia 1953 w Meath) – irlandzki wokalista związany z takimi zespołami jak: McAuley Schenker Group, Grand Prix (z zespołem wydał dwa albumy), Far Corporation oraz od lipca 2006 roku - Survivor. Wydał solowy singel - "Eloise" (1985). Nagrał album Business As Usual, przeznaczony jedynie na rynek japoński. Album wideo Unplugged - Live (1993) wydany wraz z McAuley Schenker Group został wyemitowany w japońskiej telewizji. Wystąpił na dwóch albumach grupy The V-Project.
Od 2020r związany z grupą Black Swan - gitarzysta Reb Beach (WINGER, WHITESNAKE), basista Jeff Pilson (FOREIGNER, THE END MACHINE, ex-DOKKEN) i perkusista Matt Starr (ACE FREHLEY, MR. BIG), z którą wydał dwa albumy: Shake the World - 2020r oraz Generation Mind - 2022r.

## Wybrana dyskografia
- Mc Auley Schenker Group - Perfect Timing (1987)
- Mc Auley Schenker Group - Save Yourself (1989)
- Mc Auley Schenker Group - M.S.G. (1991)
- Mc Auley Schenker Group - Nightmare : The Acoustic M.S.G. (1992)
- Mc Auley Schenker Group - Unplugged - Live (1993)
- Numbers from the Beast: An All Star Salute to Iron Maiden (2005)[4]